# Peritonsillair abces
Een peritonsillair abces, ook wel paratonsillair abces is een abces dat zich rond, naast of achter een keelamandel kan ontwikkelen, meestal in aansluiting op een tonsillitis. Een peritonsillair abces bevindt zich buiten het kapsel van de keelamandel en bestaat meestal slechts aan één zijde.

## Kenmerken
De patiënt is over het algemeen flink ziek, met een zwelling achter in de keel die zo pijnlijk is dat de patiënt de mond moeilijk ver kan openen, slikken soms onmogelijk is, en het speeksel de patiënt uit de mond loopt.

## Behandeling
De behandeling is chirurgisch: het abces moet worden geïncideerd en ontlast. In Nederland gebeurt dit in het algemeen door de kno-arts. Verder kan eventueel overwogen worden antibiotica met een breed werkingsspectrum toe te dienen of, na identificeren van de verwekker via een keelkweek, een gericht antibioticum. Het is vaak nodig de antibiotica via infuus toe te dienen omdat de pillen moeilijk doorgeslikt kunnen worden. Er kan eventueel verkozen worden een tonsillectomie (verwijderen van de keelamandelen) uit te voeren die ofwel meteen, ofwel na afkoelen van de infectie plaatsvindt.